# Spodoptera leucophlebia
Spodoptera leucophlebia là một loài bướm đêm trong họ Noctuidae.